# Capi di Stato della Francia
Per capi di Stato della Francia, a seconda del periodo storico, si possono intendere re, imperatori, consoli, presidenti: durante la sua storia, infatti, la Francia è passata spesso dalla forma di governo monarchica a quella repubblicana, e viceversa.

## Monarchia (486-1792)
Dal Medioevo alla prima fase della Rivoluzione (1792), la Francia fu governata da monarchi sotto diverse casate.

### Dinastia carolingia (893–922)
Charles, il figlio postumo di Luigi II, fu incoronato da una fazione opposta al Roberto Odo alla cattedrale di Reims, anche se diventò solo il monarca efficace con la morte di Odo nell'898.

### Casato dei Borbone (1589-1792)
I Borbone regnarono sul Regno di Francia dal 1589 al 1792, di nuovo con la Restaurazione francese dal 1814 al 1830, e ancora dal 1830 al 1848 con la Monarchia di luglio con Luigi Filippo di Borbone-Orléans, ultimo monarca a regnare sulla Francia con il titolo di re.

## Prima Repubblica (1792-1804)
Durante la Rivoluzione francese, non esistette alcuna figura assimilabile ad un capo di Stato o ad un capo del governo; il potere esecutivo fu nelle mani di organi collegiali:
- Convenzione Nazionale (1792-1795)
- Direttorio (1795-1799)
- Consolato (1799-1804)

### Direttorio
| Composizione del Direttorio (1º novembre 1795 - 10 novembre 1799) | Composizione del Direttorio (1º novembre 1795 - 10 novembre 1799)     | Composizione del Direttorio (1º novembre 1795 - 10 novembre 1799) | Composizione del Direttorio (1º novembre 1795 - 10 novembre 1799)  | Composizione del Direttorio (1º novembre 1795 - 10 novembre 1799) |
| --- | --------------------------------------------------------------------- | ----------------------------------------------------------------- | ------------------------------------------------------------------ | ----------------------------------------------------------------- |
| Paul Barras (2 novembre 1795-10 novembre 1799) | Louis-Marie de La Révellière-Lépeaux (2 novembre 1795-18 giugno 1799) | Jean-François Reubell (2 novembre 1795-19 maggio 1799)            | Lazare Carnot (2 novembre 1795-5 settembre 1797)                   | Étienne-François Le Tourneur (2 novembre 1795-26 maggio 1797)     |
| Paul Barras (2 novembre 1795-10 novembre 1799) | Louis-Marie de La Révellière-Lépeaux (2 novembre 1795-18 giugno 1799) | Jean-François Reubell (2 novembre 1795-19 maggio 1799)            | Lazare Carnot (2 novembre 1795-5 settembre 1797)                   | François de Barthélemy (26 maggio 1797-5 settembre 1797)          |
| Paul Barras (2 novembre 1795-10 novembre 1799) | Louis-Marie de La Révellière-Lépeaux (2 novembre 1795-18 giugno 1799) | Jean-François Reubell (2 novembre 1795-19 maggio 1799)            | Philippe-Antoine Merlin de Douai (8 settembre 1797-18 giugno 1799) | Nicolas François de Neufchâteau (9 settembre 1797-19 maggio 1798) |
| Paul Barras (2 novembre 1795-10 novembre 1799) | Louis-Marie de La Révellière-Lépeaux (2 novembre 1795-18 giugno 1799) | Jean-François Reubell (2 novembre 1795-19 maggio 1799)            | Philippe-Antoine Merlin de Douai (8 settembre 1797-18 giugno 1799) | Jean-Baptiste Treilhard (20 maggio 1798-17 giugno 1799)           |
| Paul Barras (2 novembre 1795-10 novembre 1799) | Louis-Marie de La Révellière-Lépeaux (2 novembre 1795-18 giugno 1799) | Emmanuel-Joseph Sieyès (20 maggio 1799-10 novembre 1799)          | Philippe-Antoine Merlin de Douai (8 settembre 1797-18 giugno 1799) |                                                                   |
| Paul Barras (2 novembre 1795-10 novembre 1799) | Louis-Marie de La Révellière-Lépeaux (2 novembre 1795-18 giugno 1799) | Louis Gohier (17 giugno 1799-10 novembre 1799)                    | Philippe-Antoine Merlin de Douai (8 settembre 1797-18 giugno 1799) |                                                                   |
| Paul Barras (2 novembre 1795-10 novembre 1799) | Roger Ducos (19 giugno 1799-10 novembre 1799)                         | Jean-François Moulin (20 giugno 1799-10 novembre 1799)            |                                                                    |                                                                   |
| Dopo il colpo di Stato del 18 brumaio (9 novembre 1799), Barras, Ducos & Sieyès si dimettono. Moulin & Gohier, rifiutarono di dimettersi, sono stati arrestati dal General Moreau. |                                                                       |                                                                   |                                                                    |                                                                   |

### Consolato
| Ritratto | Ritratto | Nome                             | Mandato          | Mandato          | Appartenenza politica | Rango                                    |
| Ritratto | Ritratto | Nome                             | Inizio           | Fine             | Appartenenza politica | Rango                                    |
| -------- | -------- | -------------------------------- | ---------------- | ---------------- | --------------------- | ---------------------------------------- |
|          |          | Napoleone Bonaparte              | 10 novembre 1799 | 12 dicembre 1799 | Bonapartista          | Primo Console (provvisorio)              |
|          |          | Emmanuel-Joseph Sieyès           | 10 novembre 1799 | 12 dicembre 1799 | Giacobino moderato    | Secondo Console (provvisorio)            |
|          |          | Roger Ducos                      | 10 novembre 1799 | 12 dicembre 1799 | Repubblicano moderato | Terzo Console (provvisorio)              |
|          |          | Napoleone Bonaparte              | 12 dicembre 1799 | 18 maggio 1804   | Bonapartista          | Primo Console (a vita dal 2 agosto 1802) |
|          |          | Jean Jacques Régis de Cambacérès | 12 dicembre 1799 | 18 maggio 1804   | Repubblicano moderato | Secondo Console                          |
|          |          | Charles-François Lebrun          | 12 dicembre 1799 | 18 maggio 1804   | Monarchico moderato   | Terzo Console                            |

## Primo Impero (1804-1814), Restaurazione (1815-1830) e Monarchia di Luglio (1830-1848)
Con Napoleone Bonaparte, fu restaurata la monarchia; dopo la sua caduta, tornarono sul trono i Borboni.

## Seconda Repubblica (1848-1852)
Durante la Primavera dei popoli fu restaurata la Repubblica, con la terza rivoluzione francese, il cui unico presidente, dal 20 dicembre del 1848, fu Luigi Napoleone Bonaparte, che restaurò nuovamente la monarchia.
Dal 24 febbraio al 20 dicembre del 1848, i primi ministri francesi, assunsero il ruolo di reggenti.

## Secondo Impero (1852-1870)
Napoleone III cadde in seguito alla battaglia di Sedan.

## Terza Repubblica (1870-1940)

### Presidente del Governo della difesa nazionale
- Louis-Jules Trochu (4 settembre 1870 - 13 febbraio 1871) - Presidente del Governo di difesa nazionale

### Capo del potere esecutivo
- Adolphe Thiers (17 febbraio 1871 - 30 agosto 1871,divenuto presidente il 31 agosto 1871)

### Presidenti della Repubblica (1871-1940)
La Terza Repubblica fu proclamata il 17 febbraio 1871. Ha avuto 14 presidenti.

## Stato Francese (1940-1944)
Lo Stato Francese (État Français) fu proclamato l'11 luglio 1940 nella Francia meridionale non occupata e fu anche noto come Governo di Vichy dal nome della città in cui venne insediata la capitale. Il governo ebbe un atteggiamento collaborazionista con le truppe di occupazione tedesche e fu in contrapposizione a quello di Francia Libera, in esilio, schierato invece con le forze alleate anglo-americane.

### Francia di Vichy
| Ritratto | Ritratto | Nome                                                          | Mandato        | Mandato        | Partito politico | Titolo                    |
| Ritratto | Ritratto | Nome                                                          | Inizio         | Fine           | Partito politico | Titolo                    |
| -------- | -------- | ------------------------------------------------------------- | -------------- | -------------- | ---------------- | ------------------------- |
|          |          | Maresciallo Philippe Pétain (24 aprile 1856 - 23 luglio 1951) | 11 luglio 1940 | 20 agosto 1944 | Indipendente     | Capo dello Stato Francese |

## Governo provvisorio (1944-1947)

### Francia Libera e Comitato francese di Liberazione nazionale
| Ritratto      | Ritratto      | Nome                                                            | Mandato                                                   | Mandato        | Titolo                                                           |
| Ritratto      | Ritratto      | Nome                                                            | Inizio                                                    | Fine           | Titolo                                                           |
| ------------- | ------------- | --------------------------------------------------------------- | --------------------------------------------------------- | -------------- | ---------------------------------------------------------------- |
|               |               | Generale Charles de Gaulle (22 novembre 1890 - 9 novembre 1970) | 18 giugno 1940                                            | 1º agosto 1943 | Capo della Francia Libera e Generale delle Forze libere francesi |
| 3 giugno 1943 | 3 luglio 1944 | Generale Charles de Gaulle (22 novembre 1890 - 9 novembre 1970) | Presidente del Comitato francese di Liberazione nazionale |                |                                                                  |

### Presidenti del governo provvisorio
Le funzioni di capo dello Stato sono svolte dal capo del Governo provvisorio.
- Charles de Gaulle (1944-1946)
- Félix Gouin (gennaio - giugno 1946)
- Georges Bidault (giugno - dicembre 1946)
- Léon Blum (1946-1947)

## Quarta Repubblica (1947-1958)
La Quarta Repubblica proclamata il 16 gennaio 1947 e durata fino al 1958 ha avuto solo due presidenti.

## Quinta Repubblica (1958-oggi)
La Quinta Repubblica nata nel 1958 conta attualmente 8 presidenti.
Dal 14 maggio 2017 il presidente della Repubblica francese in carica è Emmanuel Macron eletto il 7 maggio 2017 con il 66,1% dei voti.

## Titolatura
| Stemma                                                                        | Capo dello Stato                                                                                  | Capo del Governo                                                                                  | Periodo             |
| ----------------------------------------------------------------------------- | ------------------------------------------------------------------------------------------------- | ------------------------------------------------------------------------------------------------- | ------------------- |
|                                                                               | Re di Francia e di Navarra (FR) Roi de France et de Navarre                                       | Re di Francia e di Navarra (FR) Roi de France et de Navarre                                       | 1589-1791           |
|                                                                               | Re dei Francesi (FR) Roi des Français                                                             | Re dei Francesi (FR) Roi des Français                                                             | 1791-1792           |
|                                                                               | Convenzione nazionale (organo collegiale) (FR) Convention nationale                               | Convenzione nazionale (organo collegiale) (FR) Convention nationale                               | 1792-1795           |
| Direttorio (organo collegiale) (FR) Directoire                                | Direttorio (organo collegiale) (FR) Directoire                                                    | 1795-1799                                                                                         |                     |
|                                                                               | Primo Console (FR) Premier Consul                                                                 | Primo Console (FR) Premier Consul                                                                 | 1799-1804           |
|                                                                               | Imperatore dei Francesi (FR) Empereur des Français                                                | Imperatore dei Francesi (FR) Empereur des Français                                                | 1804-1814 1815-1815 |
|                                                                               | Re di Francia e di Navarra (FR) Roi de France et de Navarre                                       | Re di Francia e di Navarra (FR) Roi de France et de Navarre                                       | 1814-1815           |
| Re di Francia e di Navarra (FR) Roi de France et de Navarre                   | Presidente del Consiglio dei Ministri (FR) Président du Conseil des ministres                     | 1815-1830                                                                                         |                     |
|                                                                               | Presidente del Consiglio dei Ministri (FR) Président du Conseil des ministres                     | Re dei Francesi (FR) Roi des Français                                                             | 1830-1848           |
|                                                                               | Governo provvisorio                                                                               | Governo provvisorio                                                                               | 1848-1848           |
| Presidente della Repubblica (FR) Président de la République                   | Presidente del Consiglio dei Ministri (FR) Président du Conseil des ministres                     | 1848-1849                                                                                         |                     |
| Presidente della Repubblica (FR) Président de la République                   | Presidente della Repubblica (FR) Président de la République                                       | 1849-1852                                                                                         |                     |
|                                                                               | Imperatore dei Francesi (FR) Empereur des Français                                                | Imperatore dei Francesi (FR) Empereur des Français                                                | 1852-1870           |
| Imperatore dei Francesi (FR) Empereur des Français                            | Capo del Gabinetto (FR) Chef du Cabinet                                                           | 1870-1870                                                                                         |                     |
|                                                                               | Presidente del governo di Difesa nazionale (FR) Président du gouvernement de la Défense nationale | Presidente del governo di Difesa nazionale (FR) Président du gouvernement de la Défense nationale | 1870-1871           |
| Capo del Potere esecutivo (FR) Chef du Pouvoir exécutif                       | Vicepresidente del Consiglio dei Ministri (FR) Vice-président du Conseil des ministres            | 1871-1871                                                                                         |                     |
|                                                                               | Vicepresidente del Consiglio dei Ministri (FR) Vice-président du Conseil des ministres            | Presidente della Repubblica (FR) Président de la République                                       | 1871-1876           |
| Presidente del Consiglio dei Ministri (FR) Président du Conseil des ministres | 1876-1940                                                                                         | Presidente della Repubblica (FR) Président de la République                                       |                     |
|                                                                               | Capo dello Stato (FR) Chef de l'État                                                              | Vicepresidente del Consiglio dei ministri (FR) Vice-président du Conseil des ministres            | 1940-1942           |
| Capo del Governo (FR) Chef du Gouvernement                                    | Capo dello Stato (FR) Chef de l'État                                                              | 1942-1944                                                                                         |                     |
|                                                                               | Presidente del governo provvisorio (FR) Président du gouvernement provisoire                      | Presidente del governo provvisorio (FR) Président du gouvernement provisoire                      | 1944-1947           |
| Presidente della Repubblica (FR) Président de la République                   | Presidente del Consiglio dei Ministri (FR) Président du Conseil des ministres                     | 1947-1959                                                                                         |                     |
| Presidente della Repubblica (FR) Président de la République                   |                                                                                                   | Primo ministro (FR) Premier ministre                                                              | 1959-oggi           |